# Campeonato de Verano 2009 (Costa Rica)
El Campeonato de Verano 2009 fue la edición 92° del torneo de liga de la Primera División del fútbol costarricense, que culminó la temporada 2008-09.

## Sistema de competición
El torneo de la Primera División está conformado en dos partes:
- Fase de clasificación: Se integra por las 16 jornadas del torneo.
- Fase final: Se integra por los cuartos de final, semifinales y final.

### Fase de clasificación
En la fase de clasificación se observará el sistema de puntos. La ubicación en la tabla general está sujeta a lo siguiente:
- Por juego ganado se obtendrán tres puntos.
- Por juego empatado se obtendrá un punto.
- Por juego perdido no se otorgan puntos.

En esta fase participan los 12 clubes de la Primera División jugando en dos grupos A y B durante las 16 jornadas respectivas.
El orden de los clubes al final de la fase de calificación del torneo corresponderá a la suma de los puntos obtenidos por cada uno de ellos y se presentará en forma descendente. Si al finalizar las 16 jornadas del torneo, dos o más clubes estuviesen empatados en puntos, su posición en la tabla general será determinada atendiendo a los siguientes criterios de desempate:
1. Mayor diferencia positiva general de goles. Este resultado se obtiene mediante la sumatoria de los goles anotados a todos los rivales, en cada campeonato menos los goles recibidos de estos.
2. Mayor cantidad de goles a favor, anotados a todos los rivales dentro de la misma competencia.
3. Mejor puntuación particular que hayan conseguido en las confrontaciones particulares entre ellos mismos.
4. Mayor diferencia positiva particular de goles, la cual se obtiene sumando los goles de los equipos empatados y restándole los goles recibidos.
5. Mayor cantidad de goles a favor que hayan conseguido en las confrontaciones entre ellos mismos.
6. Como última alternativa, la UNAFUT realizaría un sorteo para el desempate.

### Fase final
Los seis clubes calificados para esta fase del torneo serán reubicados de acuerdo con el lugar que ocupen en la tabla general al término de la jornada 16, con el puesto del número uno al club mejor clasificado, y así hasta el tercero por cada grupo. Los partidos a esta fase se desarrollan a visita recíproca, en las siguientes etapas:
- Cuartos de final
- Semifinales
- Final

Los líderes de sus respectivos grupos esperarían su rival de la serie de cuartos de final, disputando las semifinales y posteriormente la final por el título.

## Información de los equipos
| Equipo                    | Entrenador             | Ciudad                  | Estadio           | Capacidad | Fundación       |
| ------------------------- | ---------------------- | ----------------------- | ----------------- | --------- | --------------- |
| L. D. Alajuelense         | Marcelo Herrera        | Alajuela                | Morera Soto       | 17 895    | 1919 (89 años)  |
| Brujas F. C.              | Mauricio Wright        | Desamparados, San José  | "Cuty" Monge      | 5 500     | 2004 (5 años)   |
| A. D. Carmelita           | Rónald Gómez           | Santa Bárbara, Heredia  | Carlos Alvarado   | 2 000     | 1948 (60 años)  |
| C. S. Cartaginés          | Juan Luis Hernández    | Cartago                 | "Fello" Meza      | 13 500    | 1906 (102 años) |
| C. S. Herediano           | Ronald Mora            | Heredia                 | Rosabal Cordero   | 8 721     | 1921 (87 años)  |
| Liberia Mía               | Alain Gay-Hardy        | Liberia, Guanacaste     | Edgardo Baltodano | 5 797     | 1977 (31 años)  |
| Pérez Zeledón             | Carlos Restrepo        | Pérez Zeledón, San José | Pérez Zeledón     | 6 100     | 1991 (17 años)  |
| Puntarenas F. C.          | Rafael Bautista Arenas | Puntarenas              | "Lito" Pérez      | 4 105     | 2004 (4 años)   |
| A. D. Ramonense           | Marco de Cerqueira     | San Ramón, Alajuela     | Guillermo Vargas  | 2 500     | 1953 (56 años)  |
| A. D. San Carlos          | Juan Carlos Arguedas   | San Carlos, Alajuela    | Carlos Ugalde     | 5 600     | 1965 (44 años)  |
| Deportivo Saprissa        | Jeaustin Campos        | Tibás, San José         | Ricardo Saprissa  | 23 112    | 1935 (73 años)  |
| Universidad de Costa Rica | Johnny Chaves          | Montes de Oca, San José | "Cuty" Monge      | 5 500     | 1941 (67 años)  |

### Cambios de entrenadores
| Equipo          | Entrenador (jornadas)                                        |
| --------------- | ------------------------------------------------------------ |
| C. S. Herediano | Paulo Wanchope (1-4; 6-9) Ronald Mora (5; 10 - Final vuelta) |

### Equipos por provincia
| Saprissa Herediano Carmelita Brujas Alajuelense San Carlos UCR Pérez Zeledón Cartaginés Puntarenas Ramonense Liberia |

| Provincia  | N.º | Equipos                                                           |
| ---------- | --- | ----------------------------------------------------------------- |
| San José   | 4   | Deportivo Saprissa Brujas Pérez Zeledón Universidad de Costa Rica |
| Alajuela   | 3   | Alajuelense San Carlos Ramonense                                  |
| Heredia    | 2   | Herediano Carmelita                                               |
| Cartago    | 1   | Cartaginés                                                        |
| Guanacaste | 1   | Liberia                                                           |
| Puntarenas | 1   | Puntarenas                                                        |

## Fase de clasificación

### Tabla de posiciones

#### Grupo A
| Pos. | Equipo            | Pts. | PJ | PG | PE | PP | GF | GC | Dif. |
| ---- | ----------------- | ---- | -- | -- | -- | -- | -- | -- | ---- |
| 1.º  | Brujas F. C.      | 26   | 16 | 7  | 5  | 4  | 21 | 14 | 7    |
| 2.º  | Liberia Mía       | 26   | 16 | 7  | 5  | 4  | 19 | 16 | 3    |
| 3.º  | A. D. Ramonense   | 23   | 16 | 6  | 5  | 5  | 22 | 19 | 3    |
| 4.º  | Puntarenas F. C.  | 21   | 16 | 5  | 6  | 5  | 18 | 21 | −3   |
| 5.º  | A. D. Carmelita   | 14   | 16 | 3  | 5  | 8  | 14 | 24 | −10  |
| 6.º  | L. D. Alajuelense | 13   | 16 | 3  | 4  | 9  | 14 | 22 | −8   |

|  | Clasifica a las semifinales      |
|  | Clasifica a los cuartos de final |

#### Grupo B
| Pos. | Equipo              | Pts. | PJ | PG | PE | PP | GF | GC | Dif. |
| ---- | ------------------- | ---- | -- | -- | -- | -- | -- | -- | ---- |
| 1.º  | Deportivo Saprissa  | 33   | 16 | 10 | 3  | 3  | 26 | 13 | 13   |
| 2.º  | C. S. Herediano     | 30   | 16 | 9  | 3  | 4  | 22 | 15 | 7    |
| 3.º  | Pérez Zeledón       | 23   | 16 | 6  | 5  | 5  | 19 | 17 | 2    |
| 4.º  | C. S. Cartaginés    | 23   | 16 | 5  | 8  | 3  | 13 | 11 | 2    |
| 5.º  | A. D. San Carlos    | 18   | 16 | 4  | 6  | 6  | 18 | 17 | 1    |
| 6.º  | Univ. de Costa Rica | 10   | 16 | 3  | 1  | 12 | 11 | 28 | −17  |

|  | Clasifica a las semifinales      |
|  | Clasifica a los cuartos de final |

### Tabla acumulada de la temporada
| Pos. | Equipo              | Pts. | PJ | PG | PE | PP | GF | GC | Dif. |
| ---- | ------------------- | ---- | -- | -- | -- | -- | -- | -- | ---- |
| 1.º  | Deportivo Saprissa  | 62   | 32 | 18 | 8  | 6  | 56 | 28 | 28   |
| 2.º  | Brujas F. C.        | 54   | 32 | 15 | 9  | 8  | 54 | 36 | 18   |
| 3.º  | C. S. Herediano     | 52   | 32 | 15 | 7  | 10 | 43 | 35 | 8    |
| 4.º  | Liberia Mía         | 50   | 32 | 14 | 8  | 10 | 47 | 46 | 1    |
| 5.º  | Pérez Zeledón       | 49   | 32 | 13 | 10 | 9  | 40 | 34 | 6    |
| 6.º  | A. D. San Carlos    | 42   | 32 | 11 | 9  | 12 | 45 | 42 | 3    |
| 7.º  | Puntarenas F. C.    | 42   | 32 | 11 | 9  | 12 | 40 | 48 | −8   |
| 8.º  | L. D. Alajuelense   | 40   | 32 | 10 | 10 | 12 | 38 | 40 | −2   |
| 9.º  | C. S. Cartaginés    | 39   | 32 | 8  | 15 | 9  | 29 | 29 | 0    |
| 10.º | A. D. Ramonense     | 38   | 32 | 9  | 11 | 12 | 41 | 50 | −9   |
| 11.º | Univ. de Costa Rica | 27   | 32 | 7  | 6  | 19 | 29 | 51 | −22  |
| 12.º | A. D. Carmelita     | 23   | 32 | 3  | 14 | 15 | 35 | 56 | −21  |

|  | Clasificado para la fase de grupos de la Liga de Campeones de la Concacaf 2009-10 |
|  | Clasificado para la ronda previa de la Liga de Campeones de la Concacaf 2009-10   |
|  | Descendido a Segunda División                                                     |

### Resumen de resultados
| Local / Visita            | ADC   | ADR   | SC    | BRU   | CSC   | CSH   | SAP   | LDA   | LIB   | MPZ   | PFC   | UCR   |
| ------------------------- | ----- | ----- | ----- | ----- | ----- | ----- | ----- | ----- | ----- | ----- | ----- | ----- |
| A. D. Carmelita           |       | 2 - 0 | 0 - 0 | 1 - 0 |       |       |       | 1 - 1 | 0 - 2 |       | 1 - 1 | 2 - 1 |
| A. D. Carmelita           | 1 - 3 | 2 - 0 | 0 - 0 |       |       |       |       | 1 - 1 | 0 - 2 |       | 1 - 1 | 2 - 1 |
| A. D. Ramonense           | 5 - 3 |       |       |       | 2 - 2 | 3 - 1 | 1 - 0 | 1 - 0 | 0 - 1 | 2 - 2 | 1 - 1 |       |
| A. D. San Carlos          |       | 0 - 0 |       |       | 1 - 3 | 0 - 0 |       | 2 - 3 |       | 1 - 1 |       | 1 - 0 |
| A. D. San Carlos          | 3 - 0 | 0 - 0 | 3 - 1 |       | 1 - 3 |       |       | 2 - 3 |       |       |       | 1 - 0 |
| Brujas F. C.              |       | 1 - 1 | 1 - 1 |       | 0 - 0 |       | 0 - 2 | 2 - 0 | 1 - 1 |       | 4 - 0 |       |
| Brujas F. C.              | 1 - 0 |       | 1 - 1 |       | 0 - 0 |       | 0 - 2 | 2 - 0 | 1 - 1 |       | 4 - 0 |       |
| C. S. Cartaginés          | 2 - 0 |       | 1 - 0 |       |       | 0 - 0 | 1 - 1 | 1 - 0 |       | 0 - 0 | 1 - 1 | 0 - 0 |
| C. S. Herediano           | 1 - 0 |       |       | 1 - 0 | 3 - 0 |       | 2 - 1 |       | 4 - 2 | 0 - 0 | 1 - 0 | 2 - 0 |
| Deportivo Saprissa        | 1 - 1 |       | 1 - 0 |       | 0 - 0 | 2 - 1 |       |       | 3 - 0 | 2 - 0 |       | 2 - 1 |
| Deportivo Saprissa        | 1 - 1 | 2 - 0 |       |       | 0 - 0 | 2 - 1 |       |       | 3 - 0 | 2 - 0 |       | 2 - 1 |
| L. D. Alajuelense         | 0 - 0 | 0 - 2 |       | 1 - 2 |       | 1 - 3 | 1 - 2 |       |       | 0 - 0 | 3 - 0 |       |
| L. D. Alajuelense         | 0 - 0 | 0 - 2 | 1 - 0 | 1 - 2 |       | 1 - 3 | 1 - 2 |       |       | 0 - 0 |       |       |
| Liberia Mía               | 2 - 0 | 3 - 1 | 1 - 1 | 0 - 1 | 1 - 0 |       |       | 1 - 1 |       | 2 - 0 |       |       |
| Liberia Mía               | 2 - 0 | 3 - 1 | 1 - 1 | 0 - 1 | 1 - 0 | 3 - 2 |       |       |       | 2 - 0 |       |       |
| Pérez Zeledón             | 3 - 2 |       |       | 1 - 0 | 0 - 1 | 2 - 1 | 2 - 3 |       |       |       | 2 - 0 | 1 - 0 |
| Pérez Zeledón             | 3 - 2 | 4 - 0 |       | 1 - 0 | 0 - 1 | 2 - 1 | 2 - 3 |       |       |       | 2 - 0 |       |
| Puntarenas F. C.          | 2 - 0 | 2 - 1 | 3 - 2 | 3 - 3 |       |       | 2 - 1 |       | 0 - 0 |       |       | 3 - 0 |
| Puntarenas F. C.          | 2 - 0 | 2 - 1 | 3 - 2 | 3 - 3 | 0 - 0 |       | 2 - 1 |       |       |       |       | 3 - 0 |
| Universidad de Costa Rica |       | 0 - 2 | 0 - 3 | 1 - 2 | 2 - 1 | 1 - 2 | 1 - 3 | 2 - 0 | 2 - 0 |       |       |       |

|  | Victoria del equipo local     |
|  | Empate                        |
|  | Victoria del equipo visitante |

## Fase final
|  | Cuartos de final                        | Cuartos de final                        | Cuartos de final                        | Cuartos de final                        |   |      | Semifinales                               | Semifinales                               | Semifinales                               | Semifinales                               |  |    | Final                                | Final                                | Final                                | Final                                |  |
|  | 6 / 7 de mayo (ida) 10 de mayo (vuelta) | 6 / 7 de mayo (ida) 10 de mayo (vuelta) | 6 / 7 de mayo (ida) 10 de mayo (vuelta) | 6 / 7 de mayo (ida) 10 de mayo (vuelta) |   |      | 13 / 14 de mayo (ida) 17 de mayo (vuelta) | 13 / 14 de mayo (ida) 17 de mayo (vuelta) | 13 / 14 de mayo (ida) 17 de mayo (vuelta) | 13 / 14 de mayo (ida) 17 de mayo (vuelta) |  |    | 24 de mayo (ida) 26 de mayo (vuelta) | 24 de mayo (ida) 26 de mayo (vuelta) | 24 de mayo (ida) 26 de mayo (vuelta) | 24 de mayo (ida) 26 de mayo (vuelta) |  |
|  |                                         |                                         |                                         |                                         |   |      |                                           |                                           |                                           |                                           |  |    |                                      |                                      |                                      |                                      |  |
|  |                                         |                                         |                                         |                                         |   |      |                                           |                                           |                                           |                                           |  |    |                                      |                                      |                                      |                                      |  |
|  |                                         |                                         |                                         |                                         |   |      |                                           |                                           |                                           |                                           |  |    |                                      |                                      |                                      |                                      |  |
|  |                                         |                                         |                                         |                                         |   |      |                                           |                                           |                                           |                                           |  |    |                                      |                                      |                                      |                                      |  |
|  |                                         |                                         |                                         |                                         |   |      |                                           |                                           |                                           |                                           |  |    |                                      |                                      |                                      |                                      |  |
|  |                                         | 1° A                                    | Brujas F. C.                            | 1                                       | 1 |      |                                           |                                           |                                           |                                           |  |    |                                      |                                      |                                      |                                      |  |
|  |                                         |                                         |                                         |                                         | 1 |      |                                           |                                           |                                           |                                           |  |    |                                      |                                      |                                      |                                      |  |
|  |                                         |                                         | G1                                      | C. S. Herediano                         | 3 | 3    |                                           |                                           |                                           |                                           |  |    |                                      |                                      |                                      |                                      |  |
|  | 2° B                                    | C. S. Herediano                         | G1                                      | C. S. Herediano                         | 3 | 3    | 1                                         | 2                                         |                                           |                                           |  |    |                                      |                                      |                                      |                                      |  |
|  | 2° B                                    | C. S. Herediano                         |                                         |                                         |   |      |                                           |                                           |                                           |                                           |  |    |                                      |                                      |                                      |                                      |  |
|  | 3° A                                    | A. D. Ramonense                         | 0                                       | 2                                       |   |      |                                           |                                           |                                           |                                           |  |    |                                      |                                      |                                      |                                      |  |
|  | 3° A                                    | A. D. Ramonense                         | 0                                       | 2                                       |   |      |                                           |                                           |                                           |                                           |  | F1 | C. S. Herediano                      | 0                                    | 0                                    |                                      |  |
|  |                                         |                                         |                                         |                                         |   |      |                                           |                                           |                                           |                                           |  | F1 | C. S. Herediano                      | 0                                    | 0                                    |                                      |  |
|  |                                         |                                         | F2                                      | Liberia Mía                             | 0 | 3    |                                           |                                           |                                           |                                           |  |    |                                      |                                      |                                      |                                      |  |
|  | 2° A                                    | Liberia Mía                             | F2                                      | Liberia Mía                             | 0 | 3    | 2                                         | 1                                         |                                           |                                           |  |    |                                      |                                      |                                      |                                      |  |
|  | 2° A                                    | Liberia Mía                             |                                         |                                         |   |      |                                           |                                           |                                           |                                           |  |    |                                      |                                      |                                      |                                      |  |
|  | 3° B                                    | Pérez Zeledón                           | 1                                       | 0                                       |   |      |                                           |                                           |                                           |                                           |  |    |                                      |                                      |                                      |                                      |  |
|  | 3° B                                    | Pérez Zeledón                           | 1                                       | 0                                       |   | 1° B | Deportivo Saprissa                        | 1                                         | 0                                         |                                           |  |    |                                      |                                      |                                      |                                      |  |
|  |                                         |                                         |                                         |                                         |   | 1° B | Deportivo Saprissa                        | 1                                         | 0                                         |                                           |  |    |                                      |                                      |                                      |                                      |  |
|  |                                         |                                         | G2                                      | Liberia Mía                             | 1 | 1    |                                           |                                           |                                           |                                           |  |    |                                      |                                      |                                      |                                      |  |
|  |                                         |                                         | G2                                      | Liberia Mía                             | 1 | 1    |                                           |                                           |                                           |                                           |  |    |                                      |                                      |                                      |                                      |  |
|  |                                         |                                         |                                         |                                         |   |      |                                           |                                           |                                           |                                           |  |    |                                      |                                      |                                      |                                      |  |
|  |                                         |                                         |                                         |                                         |   |      |                                           |                                           |                                           |                                           |  |    |                                      |                                      |                                      |                                      |  |
|  |                                         |                                         |                                         |                                         |   |      |                                           |                                           |                                           |                                           |  |    |                                      |                                      |                                      |                                      |  |
|  |                                         |                                         |                                         |                                         |   |      |                                           |                                           |                                           |                                           |  |    |                                      |                                      |                                      |                                      |  |

### Cuartos de final

#### Herediano - Ramonense
| 7 de mayo de 2009, 12:00 | A. D. Ramonense | 0:1 (0:0) | C. S. Herediano                     | Estadio Guillermo Vargas, San Ramón, Alajuela |                          |
| |                 | Reporte   | - Andy Herron 79' (Mauricio Solís ) | Árbitro(s): Vinicio Mena                      | Árbitro(s): Vinicio Mena |
| El partido había iniciado el 6 de mayo a las 20:00 pero se suspendió por 33' minutos de la primera parte por neblina. Se trasladó para el día siguiente debido a falta del fluido eléctrico que ocurrió en el entretiempo. |                 |           |                                     |                                               |                          |

| 10 de mayo de 2009, 11:00 | C. S. Herediano                                          | 2:2 (1:1) | A. D. Ramonense                                      | Estadio Rosabal Cordero, Heredia |                            |
|                           | - Andy Furtado 12' (Cristian Blanco ) - José Sánchez 73' | Reporte   | - Athim Rooper 17' - Jorge Davis 54' (Athim Rooper ) | Árbitro(s): Wálter Quesada       | Árbitro(s): Wálter Quesada |

#### Liberia Mía - Pérez Zeledón
| 6 de mayo de 2009, 20:00 | Pérez Zeledón                       | 1:2 (1:1) | Liberia Mía                                                                  | Estadio Municipal, Pérez Zeledón, San José |                            |
|                          | - Jesffy Valverde 32' (Tirso Guío ) | Reporte   | - Francisco Flores 30' (Allen Guevara ) - Roberto Wong 81' (Harold Wallace ) | Árbitro(s): Randall Poveda                 | Árbitro(s): Randall Poveda |

| 10 de mayo de 2009, 16:00 | Liberia Mía                | 1:0 (1:0) | Pérez Zeledón | Estadio Edgardo Baltodano, Liberia, Guanacaste |                       |
|                           | - Michael Umaña 21' (pen.) | Reporte   |               | Árbitro(s): Hugo Cruz                          | Árbitro(s): Hugo Cruz |

### Semifinales

#### Saprissa - Liberia Mía
| 13 de mayo de 2009, 20:30 | Liberia Mía                             | 1:1 (1:0) | Deportivo Saprissa                   | Estadio Edgardo Baltodano, Liberia, Guanacaste |                            |
|                           | - Pablo Salazar 45+2' (Harold Wallace ) | Reporte   | - Walter Centeno 65' (Andrés Núñez ) | Árbitro(s): Ricardo Cerdas                     | Árbitro(s): Ricardo Cerdas |

| 17 de mayo de 2009, 16:00 | Deportivo Saprissa | 0:1 (0:1) | Liberia Mía                        | Estadio Ricardo Saprissa, Tibás, San José |                            |
|                           |                    | Reporte   | - Esteban Sirias 37' (Minor Díaz ) | Árbitro(s): Randall Poveda                | Árbitro(s): Randall Poveda |

#### Brujas - Herediano
| 14 de mayo de 2009, 20:00 | C. S. Herediano                                                                                       | 3:1 (1:0) | Brujas F. C.                         | Estadio Rosabal Cordero, Heredia |                             |
|                           | - Óscar Briceño 22' (Leandrinho ) - Keilor Soto 81' (autogol) - Dennis Marshall 84' (Mauricio Solís ) | Reporte   | - Daniel Jiménez 71' (Randy Cubero ) | Árbitro(s): Édgar Rodríguez      | Árbitro(s): Édgar Rodríguez |

| 17 de mayo de 2009, 11:00 | Brujas F. C.                        | 1:3 (1:0) | C. S. Herediano                                                                                               | Estadio "Cuty" Monge, Desamparados, San José |                            |
|                           | - Randy Cubero 12' (Yosimar Arias ) | Reporte   | - Andy Herron 47' (Cristian Blanco ) - Andy Furtado 59' (Andy Herron ) - Dennis Marshall 74' (Félix Montoya ) | Árbitro(s): Luis Rodríguez                   | Árbitro(s): Luis Rodríguez |

### Final

#### Herediano - Liberia Mía
| 24 de mayo de 2009, 16:00 | Liberia Mía | 0:0     | C. S. Herediano | Estadio Edgardo Baltodano, Liberia, Guanacaste |                         |
|                           |             | Reporte |                 | Árbitro(s): Rafael Vega                        | Árbitro(s): Rafael Vega |

| 26 de mayo de 2009, 20:00 | C. S. Herediano | 0:3 (0:0) | Liberia Mía                                                                         | Estadio Rosabal Cordero, Heredia |                            |
|                           |                 | Reporte   | - Michael Umaña 57' (pen.) - Walter Chévez 59' - Esteban Sirias 80' (Víctor Núñez ) | Árbitro(s): Wálter Quesada       | Árbitro(s): Wálter Quesada |

#### Final - ida
| -     | POR   | Álvaro Mesén      |     |
|       | DEF   | Leonardo Jiménez  |     |
|       | DEF   | Jhanny Flores     |     |
|       | DEF   | Harold Wallace    |     |
|       | DEF   | Allen Guevara     |     |
|       | MED   | Leonardo González |     |
|       | MED   | Cristian Gamboa   | 46' |
|       | MED   | Junior Alvarado   | 85' |
|       | MED   | Willy Eras        |     |
|       | DEL   | Esteban Sirias    |     |
|       | DEL   | Víctor Núñez      | 75' |
| D. T. | D. T. | Alain Gay-Hardy   |     |

| -     | POR   | Ricardo González |     |
|       | DEF   | Robert Arias     |     |
|       | DEF   | Dennis Marshall  |     |
|       | DEF   | Mauricio Solís   |     |
|       | DEF   | Félix Montoya    |     |
|       | MED   | Fabián Rojas     | 84' |
|       | MED   | Bismark Acosta   |     |
|       | MED   | Cristian Blanco  | 75' |
|       | DEL   | Óscar Briceño    |     |
|       | DEL   | Andy Furtado     | 61' |
|       | DEL   | Andy Herron      |     |
| D. T. | D. T. | Ronald Mora      |     |

| - | Centrocampista | José Carlos Cancela | 46' |
|   | Delantero      | Kenneth Gamboa      | 75' |
|   | Centrocampista | Walter Chévez       | 85' |

| - | Centrocampista | Kenny Cunningham | 61' |
|   | Delantero      | Leandrinho       | 75' |
|   | Centrocampista | José Sánchez     | 84' |

| Principal  | Rafael Vega    |
| Asistentes | Edwin Medaglia |
|            | William Castro |

| -     | POR   | Álvaro Mesén      |     |
|       | DEF   | Leonardo Jiménez  |     |
|       | DEF   | Jhanny Flores     |     |
|       | DEF   | Harold Wallace    |     |
|       | DEF   | Allen Guevara     |     |
|       | MED   | Leonardo González |     |
|       | MED   | Cristian Gamboa   | 46' |
|       | MED   | Junior Alvarado   | 85' |
|       | MED   | Willy Eras        |     |
|       | DEL   | Esteban Sirias    |     |
|       | DEL   | Víctor Núñez      | 75' |
| D. T. | D. T. | Alain Gay-Hardy   |     |

| -     | POR   | Ricardo González |     |
|       | DEF   | Robert Arias     |     |
|       | DEF   | Dennis Marshall  |     |
|       | DEF   | Mauricio Solís   |     |
|       | DEF   | Félix Montoya    |     |
|       | MED   | Fabián Rojas     | 84' |
|       | MED   | Bismark Acosta   |     |
|       | MED   | Cristian Blanco  | 75' |
|       | DEL   | Óscar Briceño    |     |
|       | DEL   | Andy Furtado     | 61' |
|       | DEL   | Andy Herron      |     |
| D. T. | D. T. | Ronald Mora      |     |

| - | Centrocampista | José Carlos Cancela | 46' |
|   | Delantero      | Kenneth Gamboa      | 75' |
|   | Centrocampista | Walter Chévez       | 85' |

| - | Centrocampista | Kenny Cunningham | 61' |
|   | Delantero      | Leandrinho       | 75' |
|   | Centrocampista | José Sánchez     | 84' |

| Principal  | Rafael Vega    |
| Asistentes | Edwin Medaglia |
|            | William Castro |

| -     | POR   | Álvaro Mesén      |     |
|       | DEF   | Leonardo Jiménez  |     |
|       | DEF   | Jhanny Flores     |     |
|       | DEF   | Harold Wallace    |     |
|       | DEF   | Allen Guevara     |     |
|       | MED   | Leonardo González |     |
|       | MED   | Cristian Gamboa   | 46' |
|       | MED   | Junior Alvarado   | 85' |
|       | MED   | Willy Eras        |     |
|       | DEL   | Esteban Sirias    |     |
|       | DEL   | Víctor Núñez      | 75' |
| D. T. | D. T. | Alain Gay-Hardy   |     |

| -     | POR   | Ricardo González |     |
|       | DEF   | Robert Arias     |     |
|       | DEF   | Dennis Marshall  |     |
|       | DEF   | Mauricio Solís   |     |
|       | DEF   | Félix Montoya    |     |
|       | MED   | Fabián Rojas     | 84' |
|       | MED   | Bismark Acosta   |     |
|       | MED   | Cristian Blanco  | 75' |
|       | DEL   | Óscar Briceño    |     |
|       | DEL   | Andy Furtado     | 61' |
|       | DEL   | Andy Herron      |     |
| D. T. | D. T. | Ronald Mora      |     |

| - | Centrocampista | José Carlos Cancela | 46' |
|   | Delantero      | Kenneth Gamboa      | 75' |
|   | Centrocampista | Walter Chévez       | 85' |

| - | Centrocampista | Kenny Cunningham | 61' |
|   | Delantero      | Leandrinho       | 75' |
|   | Centrocampista | José Sánchez     | 84' |

| Principal  | Rafael Vega    |
| Asistentes | Edwin Medaglia |
|            | William Castro |

| -     | POR   | Álvaro Mesén      |     |
|       | DEF   | Leonardo Jiménez  |     |
|       | DEF   | Jhanny Flores     |     |
|       | DEF   | Harold Wallace    |     |
|       | DEF   | Allen Guevara     |     |
|       | MED   | Leonardo González |     |
|       | MED   | Cristian Gamboa   | 46' |
|       | MED   | Junior Alvarado   | 85' |
|       | MED   | Willy Eras        |     |
|       | DEL   | Esteban Sirias    |     |
|       | DEL   | Víctor Núñez      | 75' |
| D. T. | D. T. | Alain Gay-Hardy   |     |

| -     | POR   | Ricardo González |     |
|       | DEF   | Robert Arias     |     |
|       | DEF   | Dennis Marshall  |     |
|       | DEF   | Mauricio Solís   |     |
|       | DEF   | Félix Montoya    |     |
|       | MED   | Fabián Rojas     | 84' |
|       | MED   | Bismark Acosta   |     |
|       | MED   | Cristian Blanco  | 75' |
|       | DEL   | Óscar Briceño    |     |
|       | DEL   | Andy Furtado     | 61' |
|       | DEL   | Andy Herron      |     |
| D. T. | D. T. | Ronald Mora      |     |

| - | Centrocampista | José Carlos Cancela | 46' |
|   | Delantero      | Kenneth Gamboa      | 75' |
|   | Centrocampista | Walter Chévez       | 85' |

| - | Centrocampista | Kenny Cunningham | 61' |
|   | Delantero      | Leandrinho       | 75' |
|   | Centrocampista | José Sánchez     | 84' |

| Principal  | Rafael Vega    |
| Asistentes | Edwin Medaglia |
|            | William Castro |

#### Final - vuelta
| -     | POR   | Ricardo González |     |
|       | DEF   | Mauricio Solís   |     |
|       | DEF   | Robert Arias     |     |
|       | DEF   | Dennis Marshall  |     |
|       | DEF   | Fabián Rojas     | 46' |
|       | MED   | Kenny Cunningham | 67' |
|       | MED   | Bismark Acosta   | 67' |
|       | MED   | Félix Montoya    |     |
|       | MED   | Cristian Blanco  |     |
|       | DEL   | Andy Herron      |     |
|       | DEL   | Óscar Briceño    |     |
| D. T. | D. T. | Ronald Mora      |     |

| -     | POR   | Álvaro Mesén      |     |
|       | DEF   | Pablo Salazar     |     |
|       | DEF   | Harold Wallace    |     |
|       | DEF   | Michael Umaña     |     |
|       | DEF   | Allen Guevara     |     |
|       | MED   | Leonardo González |     |
|       | MED   | Willy Eras        |     |
|       | MED   | Junior Alvarado   | 87' |
|       | MED   | Walter Chévez     | 73' |
|       | DEL   | Esteban Sirias    |     |
|       | DEL   | Minor Díaz        | 78' |
| D. T. | D. T. | Alain Gay-Hardy   |     |

| - | Delantero      | Andy Furtado  | 46' |
|   | Centrocampista | José Sánchez  | 67' |
|   | Centrocampista | Marvin Angulo | 67' |

| - | Centrocampista | José Carlos Cancela | 73' |
|   | Delantero      | Víctor Núñez        | 78' |
|   | Defensa        | Jhanny Flores       | 87' |

| 57' (pen.) · 59' · 80' | Michael Umaña Walter Chévez Esteban Sirias | 0:1 0:2 0:3 |

| Principal  | Wálter Quesada |
| Asistentes | Marvin Ramírez |
|            | Rafael Andrade |

| -     | POR   | Ricardo González |     |
|       | DEF   | Mauricio Solís   |     |
|       | DEF   | Robert Arias     |     |
|       | DEF   | Dennis Marshall  |     |
|       | DEF   | Fabián Rojas     | 46' |
|       | MED   | Kenny Cunningham | 67' |
|       | MED   | Bismark Acosta   | 67' |
|       | MED   | Félix Montoya    |     |
|       | MED   | Cristian Blanco  |     |
|       | DEL   | Andy Herron      |     |
|       | DEL   | Óscar Briceño    |     |
| D. T. | D. T. | Ronald Mora      |     |

| -     | POR   | Álvaro Mesén      |     |
|       | DEF   | Pablo Salazar     |     |
|       | DEF   | Harold Wallace    |     |
|       | DEF   | Michael Umaña     |     |
|       | DEF   | Allen Guevara     |     |
|       | MED   | Leonardo González |     |
|       | MED   | Willy Eras        |     |
|       | MED   | Junior Alvarado   | 87' |
|       | MED   | Walter Chévez     | 73' |
|       | DEL   | Esteban Sirias    |     |
|       | DEL   | Minor Díaz        | 78' |
| D. T. | D. T. | Alain Gay-Hardy   |     |

| - | Delantero      | Andy Furtado  | 46' |
|   | Centrocampista | José Sánchez  | 67' |
|   | Centrocampista | Marvin Angulo | 67' |

| - | Centrocampista | José Carlos Cancela | 73' |
|   | Delantero      | Víctor Núñez        | 78' |
|   | Defensa        | Jhanny Flores       | 87' |

| 57' (pen.) · 59' · 80' | Michael Umaña Walter Chévez Esteban Sirias | 0:1 0:2 0:3 |

| Principal  | Wálter Quesada |
| Asistentes | Marvin Ramírez |
|            | Rafael Andrade |

| -     | POR   | Ricardo González |     |
|       | DEF   | Mauricio Solís   |     |
|       | DEF   | Robert Arias     |     |
|       | DEF   | Dennis Marshall  |     |
|       | DEF   | Fabián Rojas     | 46' |
|       | MED   | Kenny Cunningham | 67' |
|       | MED   | Bismark Acosta   | 67' |
|       | MED   | Félix Montoya    |     |
|       | MED   | Cristian Blanco  |     |
|       | DEL   | Andy Herron      |     |
|       | DEL   | Óscar Briceño    |     |
| D. T. | D. T. | Ronald Mora      |     |

| -     | POR   | Álvaro Mesén      |     |
|       | DEF   | Pablo Salazar     |     |
|       | DEF   | Harold Wallace    |     |
|       | DEF   | Michael Umaña     |     |
|       | DEF   | Allen Guevara     |     |
|       | MED   | Leonardo González |     |
|       | MED   | Willy Eras        |     |
|       | MED   | Junior Alvarado   | 87' |
|       | MED   | Walter Chévez     | 73' |
|       | DEL   | Esteban Sirias    |     |
|       | DEL   | Minor Díaz        | 78' |
| D. T. | D. T. | Alain Gay-Hardy   |     |

| - | Delantero      | Andy Furtado  | 46' |
|   | Centrocampista | José Sánchez  | 67' |
|   | Centrocampista | Marvin Angulo | 67' |

| - | Centrocampista | José Carlos Cancela | 73' |
|   | Delantero      | Víctor Núñez        | 78' |
|   | Defensa        | Jhanny Flores       | 87' |

| 57' (pen.) · 59' · 80' | Michael Umaña Walter Chévez Esteban Sirias | 0:1 0:2 0:3 |

| Principal  | Wálter Quesada |
| Asistentes | Marvin Ramírez |
|            | Rafael Andrade |

| -     | POR   | Ricardo González |     |
|       | DEF   | Mauricio Solís   |     |
|       | DEF   | Robert Arias     |     |
|       | DEF   | Dennis Marshall  |     |
|       | DEF   | Fabián Rojas     | 46' |
|       | MED   | Kenny Cunningham | 67' |
|       | MED   | Bismark Acosta   | 67' |
|       | MED   | Félix Montoya    |     |
|       | MED   | Cristian Blanco  |     |
|       | DEL   | Andy Herron      |     |
|       | DEL   | Óscar Briceño    |     |
| D. T. | D. T. | Ronald Mora      |     |

| -     | POR   | Álvaro Mesén      |     |
|       | DEF   | Pablo Salazar     |     |
|       | DEF   | Harold Wallace    |     |
|       | DEF   | Michael Umaña     |     |
|       | DEF   | Allen Guevara     |     |
|       | MED   | Leonardo González |     |
|       | MED   | Willy Eras        |     |
|       | MED   | Junior Alvarado   | 87' |
|       | MED   | Walter Chévez     | 73' |
|       | DEL   | Esteban Sirias    |     |
|       | DEL   | Minor Díaz        | 78' |
| D. T. | D. T. | Alain Gay-Hardy   |     |

| - | Delantero      | Andy Furtado  | 46' |
|   | Centrocampista | José Sánchez  | 67' |
|   | Centrocampista | Marvin Angulo | 67' |

| - | Centrocampista | José Carlos Cancela | 73' |
|   | Delantero      | Víctor Núñez        | 78' |
|   | Defensa        | Jhanny Flores       | 87' |

| 57' (pen.) · 59' · 80' | Michael Umaña Walter Chévez Esteban Sirias | 0:1 0:2 0:3 |

| Principal  | Wálter Quesada |
| Asistentes | Marvin Ramírez |
|            | Rafael Andrade |

|                     |
| Campeón Liberia Mía |
| 1.er título         |

## Estadísticas

### Tabla de goleadores
Lista con los máximos goleadores del torneo. Estadísticas totales de la temporada.
| Pos. | Jugador            | Equipo             | Goles |
| ---- | ------------------ | ------------------ | ----- |
| 1.º  | Andy Herron        | C. S. Herediano    | 10    |
| 1.º  | Mario Camacho      | Puntarenas F. C.   | 10    |
| 3.º  | Alejandro Sequeira | A. D. Ramonense    | 9     |
| 4.º  | Johnny Woodly      | A. D. San Carlos   | 6     |
| 4.º  | Diego País         | Pérez Zeledón      | 6     |
| 4.º  | Walter Centeno     | Deportivo Saprissa | 6     |
| 7.º  | Víctor Núñez       | Liberia Mía        | 5     |
| 7.º  | Olman Vargas       | A. D. Carmelita    | 5     |
| 7.º  | Andy Furtado       | C. S. Herediano    | 5     |
| 7.º  | Luis Arroyo        | A. D. San Carlos   | 5     |
| 7.º  | Esteban Sirias     | Liberia Mía        | 5     |
| 7.º  | Yosimar Arias      | Brujas F. C.       | 5     |
| 12.º | Luis Lara          | Pérez Zeledón      | 4     |
| 12.º | Maykol Ortiz       | A. D. Carmelita    | 4     |
| 12.º | Jairo Arrieta      | Deportivo Saprissa | 4     |
| 12.º | Óscar Briceño      | C. S. Herediano    | 4     |
| 12.º | Paolo Jiménez      | Brujas F. C.       | 4     |
| 12.º | Jorge Davis        | A. D. Ramonense    | 4     |

### Tabla de asistentes
Lista con los máximos asistentes del torneo. Estadísticas totales de la temporada.
| Pos. | Jugador             | Equipo             | Asistencias |
| ---- | ------------------- | ------------------ | ----------- |
| 1.º  | Cristian Blanco     | C. S. Herediano    | 6           |
| 1.º  | Warren Granados     | A. D. Ramonense    | 6           |
| 3.º  | Pablo Brenes        | Brujas F. C.       | 5           |
| 3.º  | José Carlos Cancela | Liberia Mía        | 5           |
| 5.º  | Armando Alonso      | Deportivo Saprissa | 4           |
| 6.º  | Tirso Guío          | Pérez Zeledón      | 3           |
| 6.º  | Diego País          | Pérez Zeledón      | 3           |
| 6.º  | Luis Stewart Pérez  | Pérez Zeledón      | 3           |
| 6.º  | William Sunsing     | Liberia Mía        | 3           |
| 6.º  | Harold Wallace      | Liberia Mía        | 3           |
| 6.º  | Andy Herron         | C. S. Herediano    | 3           |
| 6.º  | Rodrigo Cordero     | A. D. Ramonense    | 3           |
| 6.º  | Luis Arroyo         | A. D. San Carlos   | 3           |
| 6.º  | Try Benneth         | Brujas F. C.       | 3           |
| 6.º  | Michael Barrantes   | Deportivo Saprissa | 3           |